# Џон Џозеф Бенет
Џон Џозеф Бенет (енгл. John Joseph Bennett; Клејпам, 8. јануар 1801 — Лондон, 29. фебруар 1876) је био британски ботаничар, млађи брат зоолога и писца Едварда Тернера Бенета. Године 1827. постао је помоћник чувара хербаријума Џозефа Банкса (енгл. Joseph Banks) и библиотеке Британског музеја. После смрти Роберта Брауна (енгл. Robert Brown) 1858, постао је Чувар ботаничког одељења Британског музеја. Секретар Линеовог друштва Лондона је био од 1840. до 1860, а 1841. је постао члан Краљевског друштва. Са свих функција се повукао 1870.